# Duplo T
Duplo T (Doble T, en portugués) fue el balón de fútbol oficial usado durante la Copa Mundial de 1950 realizada en Brasil. Fue fabricado por una compañía local y su diseño constaba de 12 paneles rectangulares de cuero marrón con impresión negra y bordes extremos curvos para que las costuras tuviesen menos tensión, formando la figura que inspiró su nombre. Fue el primero en el campeonato hermético, con un tipo de segmento —idea retomada desde 2014— y con una válvula inflable a través de un pico, modelo bautizado como superball —reemplazó al tiento—. Es relacionado con los uruguayos Alcides Ghiggia y Obdulio Varela, así como con el brasileño Ademir.
Un ejemplar es exhibido en el Salón de la Fama del Fútbol Nacional en la ciudad de Oneonta (Estados Unidos) como recuerdo de la victoria por 1-0 del seleccionado local a Inglaterra, una potencia mundial histórica.